# Cabana de volta (el Vilosell)
La Cabana de volta és una obra del Vilosell (Garrigues) inclosa a l'Inventari del Patrimoni Arquitectònic de Catalunya.

## Descripció
És una cabana de pedra seca feta de grans carreus irregulars sense desbastar. L'entrada és allindada i sense porta de tancament. La coberta està de canó feta amb lloses de pedra i bigues de fusta, exteriorment coberta amb terra i vegetació.
Aquesta tipologia de cabana és molt popular arreu de la comarca. Les construïen els mateixos camperols i ramaders per a fer-les servir com a habitatge temporal en algunes èpoques de l'any.